# Hoplopleura patersoni
Hoplopleura patersoni är en insektsart som beskrevs av Johnson 1960. Hoplopleura patersoni ingår i släktet Hoplopleura och familjen gnagarlöss. Inga underarter finns listade i Catalogue of Life.